# Porcellio
Porcellio is een geslacht van pissebedden uit de familie van de Porcellionidae.

## Soorten
- Porcellio achilleionensis Verhoeff, 1901
- Porcellio acutiserra Barnard, 1940
- Porcellio aghousi Paulian de Felice, 1939
- Porcellio albanicus Verhoeff, 1907
- Porcellio albicornis (Dollfus, 1896)
- Porcellio albinus Budde-Lund, 1885
- Porcellio albolimbatus Arcangeli, 1924
- Porcellio alexandrinus Brandt, 1833
- Porcellio alluaudi Dollfus, 1893
- Porcellio alpinus Am Stein, 1857
- Porcellio alticola Vandel, 1940
- Porcellio anagae Hoese, 1985
- Porcellio ancararum Rodriguez & Vicente, 1992
- Porcellio andreinii Arcangeli, 1913
- Porcellio andrius Strouhal, 1937
- Porcellio angustulus Budde-Lund, 1885
- Porcellio antiochius Verhoeff, 1949
- Porcellio apulicus Arcangeli, 1932
- Porcellio assamensis Chopra, 1924
- Porcellio ater Budde-Lund, 1896
- Porcellio atlanteus Verhoeff, 1937
- Porcellio atlantidum Paulian de Felice, 1939
- Porcellio atticus Verhoeff, 1907
- Porcellio auritus Budde-Lund, 1879
- Porcellio babilonus Rodriguez & Barrientos, 1993
- Porcellio baeticensis Vandel, 1953
- Porcellio baidensis Viglianisi, Lombardo & Caruso, 1992
- Porcellio balearicus Cruz & Garcia, 1994
- Porcellio banyulensis Paulian de Felice, 1941
- Porcellio barroisi Dollfus, 1892
- Porcellio batesoni Collinge, 1915
- Porcellio beebei Van Name, 1924
- Porcellio bistriatus Budde-Lund, 1885
- Porcellio blattarius Budde-Lund, 1885
- Porcellio bolivari Dollfus, 1892
- Porcellio bombosus Shen, 1949
- Porcellio bovei Lucas, 1849
- Porcellio brevipennis Budde-Lund, 1885
- Porcellio buchneri Verhoeff, 1933
- Porcellio buddelundi Simon, 1885
- Porcellio burzenlandicus Verhoeff, 1907
- Porcellio cadenati Vandel, 1954
- Porcellio calderensis Vandel, 1954
- Porcellio calmani Omer-Cooper, 1923
- Porcellio canariensis Dollfus, 1893
- Porcellio carinatus Dollfus, 1905
- Porcellio carthaginensis Silvestri, 1897
- Porcellio cataractae Vandel, 1960
- Porcellio cattarensis Verhoeff, 1901
- Porcellio cavernicolus Vandel, 1946
- Porcellio centralis Vandel, 1954
- Porcellio chevalieri Paulian de Felice, 1938
- Porcellio chilensis Nicolet, 1849
- Porcellio chuldahensis Verhoeff, 1923
- Porcellio ciliatus Brandt, 1833
- Porcellio cilicius Verhoeff, 1907
- Porcellio cinerascens Brandt, 1833
- Porcellio colasi Vandel, 1958
- Porcellio collicolus Verhoeff, 1907
- Porcellio conchus Mulaik & Mulaik, 1943
- Porcellio conifer C. Koch, 1856
- Porcellio conspersus Koch, 1861
- Porcellio coronatus C. Koch, 1856
- Porcellio creticus Strouhal, 1929
- Porcellio cribrifer Verhoeff, 1928
- Porcellio cruentatus Koch, 1901
- Porcellio curti (Vandel, 1980)
- Porcellio cyclocephalus Menge, 1854
- Porcellio cytherus Strouhal, 1937
- Porcellio dalensi Caruso & Maio, 1990
- Porcellio debueni Dollfus, 1892
- Porcellio decorus Strouhal, 1929
- Porcellio deganiensis Verhoeff, 1923
- Porcellio despaxi Vandel, 1958
- Porcellio dilatatus Brandt, 1833
- Porcellio diomedus Dollfus, 1906
- Porcellio dispar Verhoeff, 1901
- Porcellio djahizi Medini & Charfi-Cheikhrouha, 2001
- Porcellio djebeli Paulian de Felice, 1939
- Porcellio domesticus Fric [Fritsch], 1872
- Porcellio dominici Di Maio & Caruso, 2006
- Porcellio duboscqui Paulian de Felice, 1941
- Porcellio echinatus Lucas, 1849
- Porcellio ehrenbergii Brandt, 1833
- Porcellio elongata Shen, 1949
- Porcellio elongatus Shen, 1949
- Porcellio emaciatus Budde-Lund, 1885
- Porcellio emarginatus Brandt, 1833
- Porcellio epirensis Strouhal, 1955
- Porcellio eserensis Rodriguez & Vicente, 1992
- Porcellio eucercus Brandt, 1833
- Porcellio evansi Omer-Cooper, 1923
- Porcellio eximius Dollfus, 1896
- Porcellio expansus Dollfus, 1892
- Porcellio explanatus Collinge, 1915
- Porcellio exstinctus Verhoeff, 1923
- Porcellio ferrarae Caruso & Di Maio, 1990
- Porcellio ferroi Paulian de Felice, 1939
- Porcellio ferrugineus Brandt, 1833
- Porcellio festai Arcangeli, 1932
- Porcellio ficulneus Budde-Lund, 1885
- Porcellio fiumanus Verhoeff, 1901
- Porcellio flavocinctus Budde-Lund, 1885
- Porcellio flavomarginatus Lucas, 1853
- Porcellio formosus Stuxberg, 1875
- Porcellio fossuliger Verhoeff, 1901
- Porcellio franzi Schmolzer, 1955
- Porcellio galapagoensis Van Name, 1924
- Porcellio galleranii Arcangeli, 1927
- Porcellio gallicus Dollfus, 1904
- Porcellio gauthieri Paulian de Felice, 1939
- Porcellio germanicus Verhoeff, 1896
- Porcellio gestroi Brian, 1932
- Porcellio gigliotosi Arcangeli, 1927
- Porcellio giustii Caruso & Maio, 1990
- Porcellio glaberrimus Verhoeff, 1951
- Porcellio graecorum Strouhal, 1955
- Porcellio graevei Verhoeff, 1917
- Porcellio granarus Nicolet, 1849
- Porcellio grandeus Mulaik & Mulaik, 1943
- Porcellio grandorii Arcangeli, 1932
- Porcellio graniger Miers, 1876
- Porcellio granulatus Menge, 1854
- Porcellio granuliferus Budde-Lund, 1885
- Porcellio griseus Brandt, 1833
- Porcellio gruneri Hoese, 1978
- Porcellio haasi Arcangeli, 1925
- Porcellio hatayensis Verhoeff, 1949
- Porcellio herculis Verhoeff, 1938
- Porcellio herminiensis Vandel, 1946
- Porcellio herzegowinensis Verhoeff, 1901
- Porcellio hirtipes Dollfus, 1904
- Porcellio hispanus Dollfus, 1892
- Porcellio hoffmannseggii Brandt, 1833
- Porcellio humberti Vandel, 1958
- Porcellio hyblaeus Viglianisi, Lombardo & Caruso, 1992
- Porcellio hypselos Barnard, 1949
- Porcellio imbutus Budde-Lund, 1885
- Porcellio incanus Budde-Lund, 1879
- Porcellio inconspicuus Dollfus, 1892
- Porcellio ingenuus Budde-Lund, 1885
- Porcellio insignis Brandt, 1833
- Porcellio intercalarius Budde-Lund, 1885
- Porcellio intermedius Schmolzer, 1953
- Porcellio interpolator Budde-Lund, 1885
- Porcellio jaicensis Verhoeff, 1907
- Porcellio jehoensis Uchida, 1935
- Porcellio klaptoczi Verhoeff, 1907
- Porcellio klugii Brandt, 1833
- Porcellio krivosijensis Strouhal, 1939
- Porcellio kuhnelti Strouhal, 1937
- Porcellio laevis Latreille, 1804
- Porcellio laevissimus Dollfus, 1898
- Porcellio lamellatus Budde-Lund, 1875
- Porcellio lapidicolus Paulian de Felice, 1939
- Porcellio laticauda Budde-Lund, 1913
- Porcellio latus Uljanin, 1875
- Porcellio lepineyi Verhoeff, 1937
- Porcellio letourneuxi Simon, 1885
- Porcellio liliputanus Nicolet, 1849
- Porcellio limbatus Brandt, 1833
- Porcellio linsenmairi Schmalfuss, 1989
- Porcellio longicauda Budde-Lund, 1885
- Porcellio longicornis Stein, 1859
- Porcellio longiflagellata Wahrberg, 1922
- Porcellio longipennis Budde-Lund, 1885
- Porcellio lugubris Koch, 1840
- Porcellio lugubrisvizzavonensis Verhoeff, 1928
- Porcellio lusitanus Verhoeff, 1907
- Porcellio maculatus Iwamoto, 1943
- Porcellio maculipennis Budde-Lund, 1894
- Porcellio maculipes Budde-Lund, 1885
- Porcellio magnificus Dollfus, 1892
- Porcellio mahadidi Caruso & Maio, 1990
- Porcellio marginalis Budde-Lund, 1885
- Porcellio marginenotatus Budde-Lund, 1879
- Porcellio marioni Aubert & Dollfus, 1890
- Porcellio martini Dalens, 1984
- Porcellio mateui Vandel, 1954
- Porcellio medinae Rodriguez & Barrientos, 1993
- Porcellio meridionalis Vandel, 1954
- Porcellio messenicus Verhoeff, 1907
- Porcellio mildei Koch, 1901
- Porcellio minuta Shen, 1949
- Porcellio minutus Budde-Lund, 1909
- Porcellio moebiusii Verhoeff, 1901
- Porcellio monardi Brian, 1953
- Porcellio montanus Budde-Lund, 1885
- Porcellio monticola Lereboullet, 1853
- Porcellio napolitanus Verhoeff, 1930
- Porcellio narentanus Verhoeff, 1907
- Porcellio nasutus Strouhal, 1936
- Porcellio nemethi Paulian de Felice, 1939
- Porcellio nicklesi Dollfus, 1892
- Porcellio nigricans Brandt, 1833
- Porcellio nigrogranulatus Dollfus, 1892
- Porcellio normani (Dollfus, 1899)
- Porcellio notatus C. Koch, 1854
- Porcellio novus Arcangeli, 1936
- Porcellio obsoletus Budde-Lund, 1885
- Porcellio obtrusifrons Haswell, 1882
- Porcellio obtusiserra Barnard, 1940
- Porcellio ocellatus Budde-Lund, 1879
- Porcellio olivieri (Audouin, 1826)
- Porcellio ombrionis Vandel, 1954
- Porcellio omodeoi Caruso & Maio, 1990
- Porcellio orarum Verhoeff, 1910
- Porcellio ornatus Milne-Edwards, 1840
- Porcellio ovalis Dollfus, 1893
- Porcellio ovespertilio Budde-Lund, 1896
- Porcellio palaestinus Verhoeff, 1931
- Porcellio pallasii Brandt, 1833
- Porcellio palmae Hoese, 1985
- Porcellio parenzani Arcangeli, 1932
- Porcellio parietinus Koch, 1901
- Porcellio pauper Budde-Lund, 1885
- Porcellio pelseneeri Arcangeli, 1936
- Porcellio peninsulae Verhoeff, 1944
- Porcellio peyerimhoffi Paulian de Felice, 1942
- Porcellio piceus Dollfus, 1895
- Porcellio pictus Brandt, 1833
- Porcellio pityensis Vandel, 1956
- Porcellio platysoma Brandt, 1841
- Porcellio praeustus Budde-Lund, 1885
- Porcellio provincialis Aubert & Dollfus, 1890
- Porcellio pruinosus Arcangeli, 1935
- Porcellio pseudocilicius Schmalfuss, 1992
- Porcellio puberulus Dollfus, 1895
- Porcellio pubescens Dollfus, 1893
- Porcellio pujetanus Verhoeff, 1910
- Porcellio pulverulentus Budde-Lund, 1885
- Porcellio pumicatus Budde-Lund, 1885
- Porcellio punctatus Brandt, 1833
- Porcellio purpureus Budde-Lund, 1885
- Porcellio pusillus Arcangeli, 1936
- Porcellio pyrenaeus Dollfus, 1892
- Porcellio quercuum Verhoeff, 1952
- Porcellio ragusae Dollfus, 1896
- Porcellio rechingeri Strouhal, 1937
- Porcellio recurvatus Verhoeff, 1901
- Porcellio resacae Mulaik
- Porcellio ribauti Verhoeff, 1907
- Porcellio riffensis Caruso & Maio, 1990
- Porcellio rodiensis Schmalfuss, 1972
- Porcellio romanorum Verhoeff, 1901
- Porcellio rubidus Budde-Lund, 1885
- Porcellio rucneri Karaman, 1966
- Porcellio rufobrunneus Omer-Cooper, 1923
- Porcellio saharaiensis Maio & Dalens, 1991
- Porcellio saltuum Koch, 1901
- Porcellio sardiniae Arcangeli, 1932
- Porcellio scaber Latreille, 1804
- Porcellio scabriusculus Mulaik, 1960
- Porcellio scitus Budde-Lund, 1885
- Porcellio septentrionalis Vandel, 1954
- Porcellio siculoccidentalis Viglianisi, Lombardo & Caruso, 1992
- Porcellio sikinius Strouhal, 1937
- Porcellio silvestrii Arcangeli, 1924
- Porcellio simulator Budde-Lund, 1885
- Porcellio sordidus Budde-Lund, 1879
- Porcellio spatulata Barnard, 1940
- Porcellio spatulatus Costa, 1882
- Porcellio spinicornis Say, 1818
- Porcellio spinifrons Brandt, 1833
- Porcellio spinipennis Budde-Lund, 1885
- Porcellio spinipes Dollfus, 1893
- Porcellio spretus Budde-Lund, 1885
- Porcellio strandi Strouhal, 1937
- Porcellio strinatii Vandel, 1960
- Porcellio studienstiftius Hoese, 1985
- Porcellio succinctus Budde-Lund, 1885
- Porcellio syriacus Brandt, 1833
- Porcellio taygetinus Strouhal, 1938
- Porcellio tentaculatus Vieira, 1982
- Porcellio teodori Arcangeli, 1927
- Porcellio tiberianus Verhoeff, 1923
- Porcellio tigrinus Colosi, 1921
- Porcellio tirolensis Koch, 1901
- Porcellio tortonesi Arcangeli, 1932
- Porcellio toyamaensis Nunomura, 1980
- Porcellio transmutatus Budde-Lund, 1885
- Porcellio triaculeatus Vandel, 1980
- Porcellio triangulifer Verhoeff, 1907
- Porcellio tripolitanus Verhoeff, 1907
- Porcellio truncatus Brandt, 1833
- Porcellio turolensis Cruz, 1992
- Porcellio uljanini Budde-Lund, 1885
- Porcellio vandeli Verhoeff, 1938
- Porcellio variabilis Lucas, 1849
- Porcellio vesiculosus Brian, 1930
- Porcellio vestitus Racovitza, 1908
- Porcellio villiersi Paulian de Felice, 1939
- Porcellio violaceus Budde-Lund, 1879
- Porcellio vulcanius Verhoeff, 1908
- Porcellio wagneri Brandt, 1841
- Porcellio werneri Strouhal, 1929
- Porcellio xavieri Arcangeli, 1958
- Porcellio yemenensis Barnard, 1941
- Porcellio zarcoi Vandel, 1960
- Porcellio zealandicus Miers, 1876